# Andrzej Bąk
Andrzej Bąk (ur. 16 kwietnia 1954 w Rzeszowie) – polski artysta fotograf. Członek Związku Polskich Artystów Fotografików. Członek Zamojskiego Towarzystwa Fotograficznego.

## Życiorys
Andrzej Bąk ukończył Politechnikę Śląską w Gliwicach (rocznik 1979), związany z zamojskim środowiskiem fotograficznym, mieszka i pracuje w Zamościu – fotografuje od 1970 roku. W 1972 roku został przyjęty w poczet członków Zamojskiego Towarzystwa Fotograficznego. W czasie studiów, w latach 1977–1978 kierował Studencką Agencją Fotograficzną w Gliwicach. Miejsce szczególne w jego twórczości zajmuje fotografia krajoznawcza oraz fotografia krajobrazowa. Jest autorem projektu fotograficznego Pajęczyny – zestawu monochromatycznych fotografii wielokrotnie prezentowanego w wielu polskich miejscowościach. 
Andrzej Bąk jest autorem i współautorem wielu wystaw fotograficznych; indywidualnych i zbiorowych oraz poplenerowych. Jego fotografie były prezentowane na wielu wystawach pokonkursowych w Polsce oraz za granicą – m.in. na Międzynarodowych Salonach Fotograficznych, organizowanych pod patronatem Międzynarodowej Federacji Sztuki Fotograficznej FIAP – nagradzane wieloma akceptacjami, medalami, nagrodami, wyróżnieniami, dyplomami, listami gratulacyjnymi (m.in. w Hiszpanii, Singapurze, Stanach Zjednoczonych, Włoszech). W 1987 roku został przyjęty w poczet członków rzeczywistych Związku Polskich Artystów Fotografików, w którego pracach uczestniczył do 2002 roku.